# Šmartno pri Litiji (plaats)
Šmartno pri Litiji is een plaats in Slovenië en maakt deel uit van de gemeente Šmartno pri Litiji in de NUTS-3-regio Zasavska. De plaats telde 1.406 inwoners op 1 januari 2020.